# Secteur défensif des Ardennes

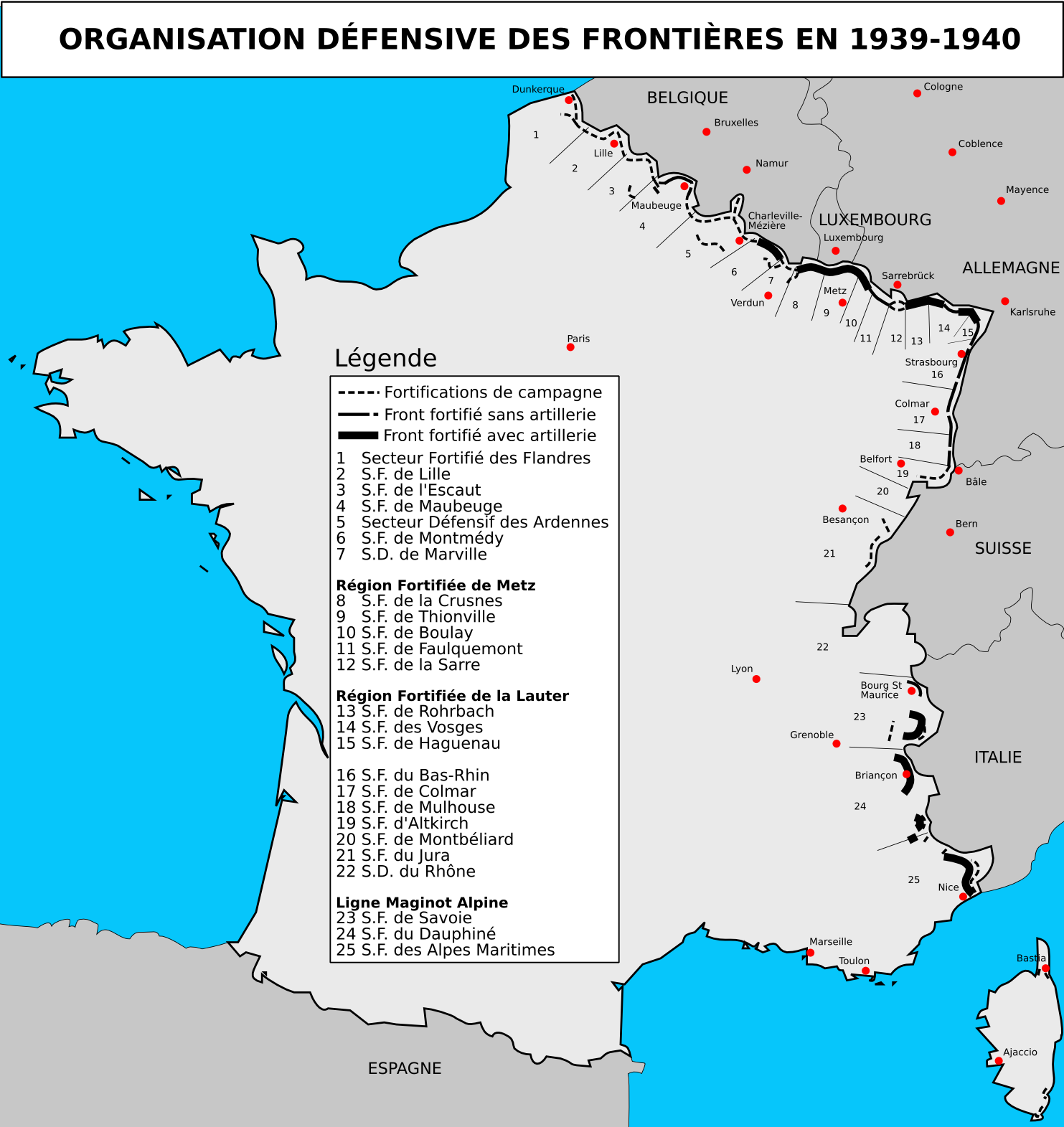
Carte de l'organisation en secteurs de la ligne Maginot.

Le secteur défensif des Ardennes est une partie de la ligne Maginot, situé entre le secteur fortifié de Maubeuge et le secteur fortifié de Montmédy.
Il forme une ligne le long de la Meuse et de la frontière franco-belge, de Laifour jusqu'à Pont-à-Bar près de Sedan (dans les Ardennes).
Les fortifications du secteur sont plutôt légères ; elles ne résisteront pas à l'assaut frontal lancé par les troupes allemandes du 13 au 15 mai 1940.
Les fortifications le long de la frontière de Trélon (dans le Nord) à Givet (Ardennes) sont indépendantes des secteurs voisins (de celui des Ardennes comme de celui de Maubeuge) et sont confiées au 24e corps d'armée (qui devient le 41e corps d'armée de forteresse en 1940).
Pour un article plus général, voir Ligne Maginot.

## Organisation et unités

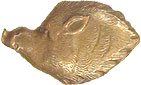
Insigne du RIF.

Les fortifications de Trélon à Pont-à-Bar (soit le secteur proprement dit ainsi que celui du 24e CA) sont d'abord sous commandement de la 2e région militaire (QG à Amiens), puis après la déclaration de guerre il passe sous les ordres du « détachement d'armée des Ardennes », qui devient la 9e armée en janvier 1940.
Le 1er janvier 1940, le secteur défensif des Ardennes devient la 102e division d'infanterie de forteresse (102e DIF), sous les ordres du 24e corps d'armée, ce dernier devenant le 41e corps d'armée de forteresse (41e CAF) le 20 janvier.
La 102e DIF est composée des unités suivantes :
- sous-secteur de Sécheval, confié à la 42e DBMC (demi-brigade de mitrailleurs coloniaux)[2] ;
- sous-secteur d'Étion, confié à la 52e DBMC ;
- sous-secteur de Boulzicourt, confié au 148e RIF.
- L'artillerie est composée d'une partie du 160e régiment d'artillerie de position (deuxième et troisième groupes, 4e, 6e, 7e, 8e et 9e batteries, à partir du 16 janvier 1940 : armés avec seize canons de 75 mm modèle 1897, seize 155 mm C Saint-Chamond, dix 155 mm L 1877 de Bange et vingt-quatre 150 mm T 1917 Fabry[3]).

La ligne de fortifications du 24e CA (41e CAF en 1940) est confiée aux unités positionnées le long de la frontière à partir de la mobilisation, notamment la 4e DINA du 2e corps d'armée.

## Composants

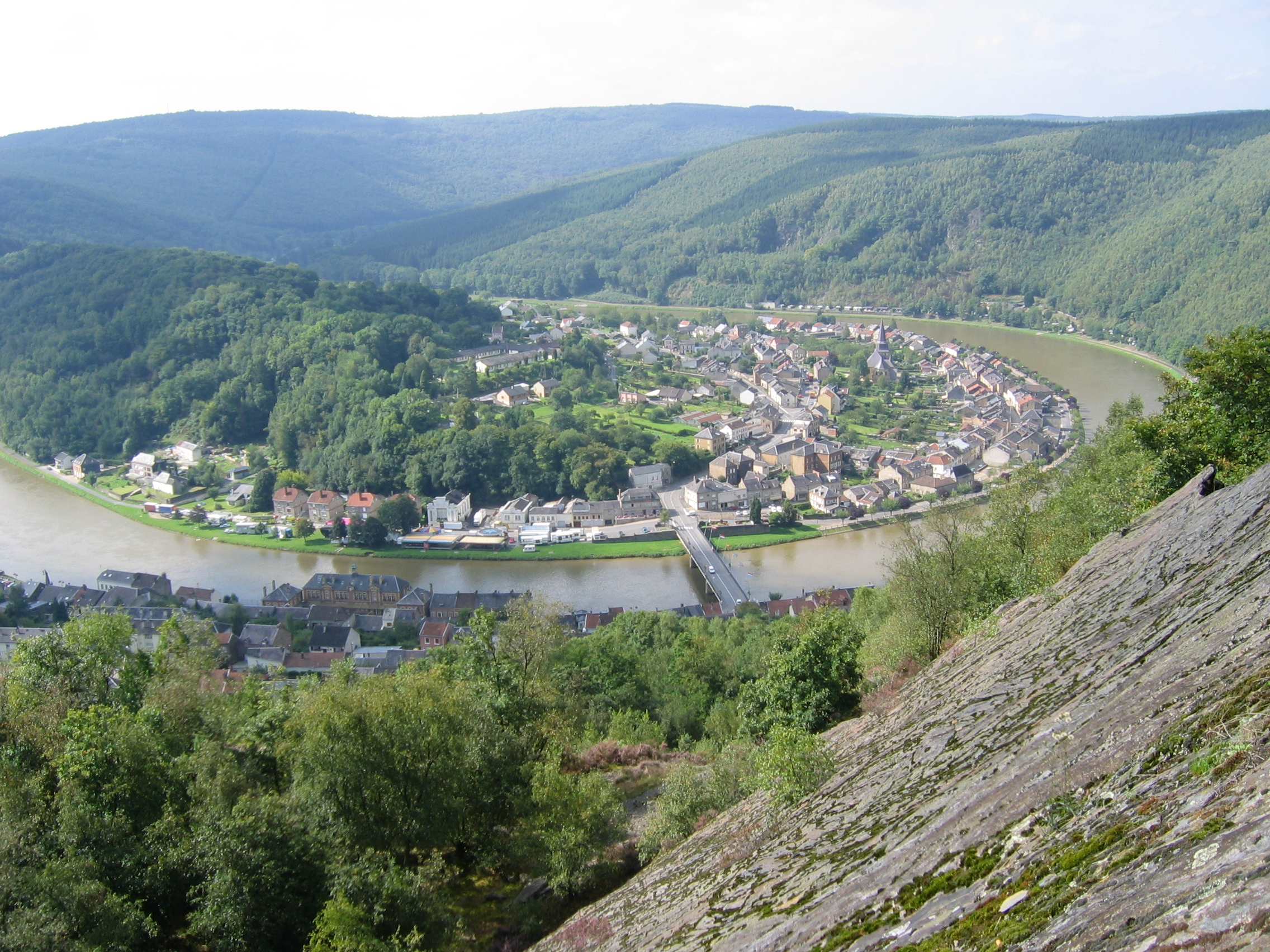
La ville de Monthermé, dans une boucle de la Meuse (en août).

Le secteur est fortifié principalement avec des blockhaus MOM (type 2e RM), quelques blockhaus FCR et des casemates STG, le tout construit à partir de 1935 pour les premiers, complétés en 1939-1940 (une partie est inachevée).
La ligne de défense s'appuie sur la rive gauche de la Meuse, ne laissant sur l'autre rive que la tête de pont de Charleville ainsi qu'une ligne de sept maisons-fortes le long de la frontière.
Le fleuve est un obstacle important, il est large de 60 à 70 mètres, ses berges sont souvent impraticables à un assaut et il coule dans une vallée encaissée (avec un dénivelé maximum de l'ordre de 150 m). Le massif ardennais est lui aussi une zone difficile à traverser, c'est un massif boisé aux routes rares.
Pour le secteur défensif lui-même, il est essentiellement équipé avec des blockhaus MOM (main d'œuvre militaire) : le sous-secteur de Sécheval compte 27 blockhaus MOM (dont sur la zone de Monthermé : 17 blockhaus dont 4 tourelles) ; le sous-secteur d'Étion 40 blockhaus MOM, 8 blockhaus STG et une casemate STG pour un canon de 75 mm (Nouzonville) ; le sous-secteur de Boulzicourt 40 blockhaus MOM, 2 blockhaus STG et une casemate STG pour 75 mm (Flize).
Pour les fortifications entre le secteur des Ardennes et celui de Maubeuge, 70 blockhaus (la majorité des MOM 2e RM) ont été construits entre Givet et Laifour, 73 autour de Rocroi (« avancée de Rocroi », dont 20 casemates STG et deux FCR), 50 en forêt de Saint-Michel (dont 14 FCR), 30 en forêt d'Hirson et 66 devant Trélon et Anor (tous des FCR).

## Histoire

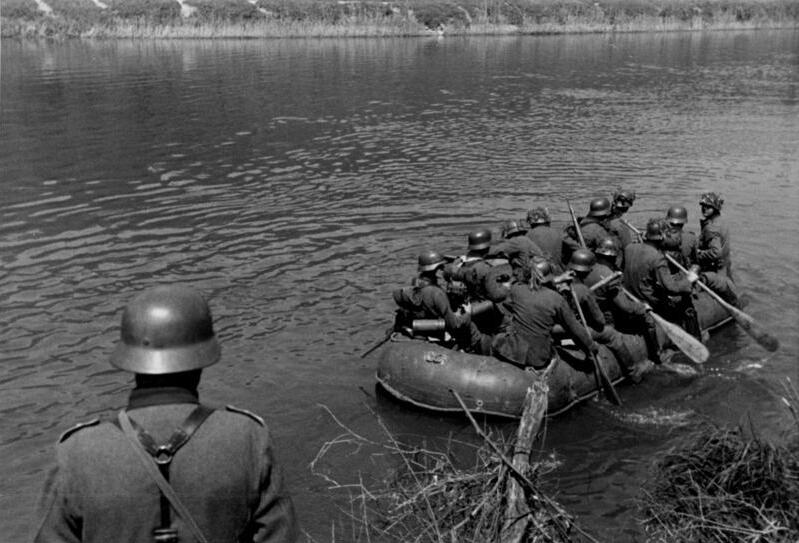
Soldats allemands traversant la Meuse à Aiglemont.

Le 10 mai 1940 au matin, une partie de la Wehrmacht traverse la frontière belgo-allemande ; quelques heures plus tard, une partie de l'armée française entre à son tour en Belgique, dont la 4e DINA qui abandonne donc ses positions devant Trélon et Anor.
La cavalerie se porte en avant dans les Ardennes belges, selon le plan établi, soit pour les unités de la 9e armée : la 4e DLC partant de Trélon et traversant la Meuse à Godinne, la 1re DLC partant de Signy-le-Petit et traversant à Dinant et la 3e brigade de spahis qui franchit la Semois à Vresse et doit marcher sur Saint-Hubert. Ces unités doivent s'aligner sur l'Ourthe, mais sont très vite repoussées par les têtes des colonnes allemandes et doivent retraverser le fleuve.
Le 12 en fin d'après-midi, le Génie français fait sauter tous les ponts traversant la Meuse. Au soir, les premières unités allemandes approchent du fleuve.
Le 13, la 3. ID ne parvient pas à traverser le fleuve à Nouzonville. Le même jour dans l'après-midi, à Monthermé, le 2e bataillon du 42e DBMC est repoussé hors de la ville par la 6. PzD (les Stosstruppen du 4. Schutzen-Reg. sont soutenus par les bombardements des Stukas et par les tirs des chars restés sur la rive droite). Le 14, les Allemands sont encore bloqués sur l'isthme à la base du méandre de Monthermé, mais le 15, après avoir jeté un pont vers 1 h permettant le passage des chars du 11. PzR, la percée a lieu, immédiatement suivie d'une poursuite.
Le 15 mai, la 2. PzD et la 1.PzD débouchent de Sedan sur le flanc droit de la division, la 6. PzD perce au centre à Monthermé, tandis que la 5. PzD et la 7. PzD ont franchi la Meuse à Houx et Dinant sur le flanc gauche. Les éléments de la division décrochent alors sur ordre du 41e corps : le 148e RIF est accroché par la 2. PzD et est capturé.